# Discografia dei Sakanaction
La discografia della band giapponese Sakanaction include sei album in studio, otto singoli, quattro uscite video e più download digitali. Dal loro debutto nel 2007, tutte le uscite furono ad opera del Victor Entertainment in Giappone. Il gruppo ha attualmente  certificati disco d'oro da RIAJ due album, Documentaly (2011) e Sakanaction (2013), e quattro canzoni; inoltre il singolo Good-Bye/Eureka (2014) raggiunse la seconda posizione nella classifica dei singoli di Oricon.

## Album in studio
| Titolo                 | Dettagli                                                                                                   | Peak positions | Vendite | Certificazione |
| Titolo                 | Dettagli                                                                                                   | JPN            | Vendite | Certificazione |
| ---------------------- | --- | -------------- | ------- | -------------- |
| Go to the Future       | - Pubblicazione: 9 maggio 2007 - Etichetta: Victor Entertainment - Formati: CD, download digitale, LP      | 55             | 6 992   |                |
| Night Fishing          | - Pubblicazione: 23 gennaio 2008 - Etichetta: Victor - Formati: CD, download digitale, LP                  | 53             | 9 296   |                |
| Shin-shiro (シンシロ?) | - Pubblicazione: 21 gennaio 2009 - Etichetta: Victor - Formati: CD, download digitale, LP                  | 8              | 33 771  |                |
| Kikuuiki               | - Etichetta: 17 marzo 2010 - Etichetta: Victor - Formati: CD, download digitale, LP                        | 3              | 59 315  |                |
| Documentaly            | - Pubblicazione: 28 settembre 2011 - Etichetta: Victor - Formati: CD, download digitale, LP                | 2              | 101 715 | - RIAJ: Oro    |
| Sakanaction            | - Pubblicazione: 13 marzo 2013 - Etichetta: Victor - Formati: CD, CD/DVD, CD/Blu-ray download digitale, LP | 1              | 176 341 | - RIAJ: Oro    |
| 834.194                | - Etichetta: 19 giugno 2019 - Etichetta: Victor - Formati: CD, CD/DVD, CD/Blu-ray download digitale        | 2              | 117 661 | - RIAJ: Oro    |

## Antologie
| Titolo | Dettagli                                                                                    | Posizione in classifica | Vendite | Certificazioni |
| Titolo | Dettagli                                                                                    | [ 2 ]                   | Vendite | Certificazioni |
| --- | ------------------------------------------------------------------------------------------- | ----------------------- | ------- | -------------- |
| Natsukashii Tsuki wa Atarashii Tsuki: Coupling & Remix Works (懐かしい月は新しい月 ～Coupling & Remix works～?) | - Pubblicazione: 5 agosto 2015 - Etichetta: Victor - Formati: 2CD, 2CD/DVD, 2CD/Blu-ray     | 5                       | 34 092  |                |
| Sakanazukan (魚図鑑? "Sakana Book")                                                                             | - Pubblicazione: 28 marzo 2018 - Etichetta: Victor - Formati: 2CD, 2CD/DVD, 2CD/Blu-ray, CD | 1                       | 128 983 | - RIAJ: Oro    |

## Album dal vivo
| Titolo                         | Dettagli                                                                           |
| ------------------------------ | ---------------------------------------------------------------------------------- |
| Sakanaquarium 2012: Zepp Alive | - Pubblicazione: 14 novembre 2012 - Etichetta: Victor - Formati: download digitale |

## Colonne sonore
| Titolo                  | Dettagli |
| ----------------------- | --- |
| Motion Music of Bakuman | - Colonna sonora per l'adattamento live-action di Bakuman - Pubblicazione: 30 settembre 2015 - Etichetta: Victor - Formati: CD |

## EP
| Titolo                                                                  | Dettagli                                                                                       | Posizione in classifica | Vendite |
| Titolo                                                                  | Dettagli                                                                                       | [ 2 ]                   | Vendite |
| ----------------------------------------------------------------------- | ---------------------------------------------------------------------------------------------- | ----------------------- | ------- |
| 'Night Fishing Is Good' Tour 2008 in Sapporo                            | - EP dal vivo - Pubblicazione: 6 agosto 2008 - Etichetta: Victor - Formati: download digitale  | —                       |         |
| Remixion                                                                | - Remix EP - Released: 15 ottobre 2008 - Etichetta: Victor - Formati: download digitale        | —                       |         |
| "Fish Alive" 30min., 1 Sequence by 6 Songs Sakanaquarium 2009 @ Sapporo | - EP dal vivo - Pubblicazione: 15 luglio 2009 - Etichetta: Victor - Formati: download digitale | —                       |         |
| Inori EP                                                                | - Remix EP - Pubblicazione: 26 giugno 2013 - Etichetta: Victor - Formati: vinile               | 36                      | 3 000   |

## Singoli
| Titolo                                                                              | Anno | Posizione in classifica | Posizione in classifica | Vendite | Certificazione                                       | Album                 |
| Titolo                                                                              | Anno | Oricon                  | JPN Hot 100             | Vendite | Certificazione                                       | Album                 |
| ----------------------------------------------------------------------------------- | ---- | ----------------------- | ----------------------- | ------- | ---------------------------------------------------- | --------------------- |
| Word (ワード?, Wādo)                                                                | 2007 | —                       | —                       |         |                                                      | Night Fishing         |
| Sample (サンプル?, Sanpuru)                                                         | 2007 | —                       | —                       |         |                                                      | Night Fishing         |
| Night Fishing Is Good (ナイトフィッシングイズグッド?, Naito Fisshingu Izu Guddo)    | 2007 | —                       | —                       |         |                                                      | Night Fishing         |
| Sen to Rei (セントレイ? "1000 & 0")                                                 | 2008 | 35                      | 9                       | 6 253   |                                                      | Shin-shiro            |
| Native Dancer (ネイティブダンサー?, Neitibu Dansā)                                  | 2009 | —                       | 60                      |         |                                                      | Shin-shiro            |
| Aruku Around (アルクアラウンド?)                                                    | 2010 | 3                       | 4                       | 27 378  | - RIAJ: Platino (digitale)                           | Kikuuiki              |
| Identity (アイデンティティ?, Aidentiti)                                             | 2010 | 12                      | 7                       | 20 660  | - RIAJ: Platino (digitale)                           |                       |
| Rookie (ルーキー?, Rūkī)                                                            | 2011 | 6                       | 7                       | 17 139  |                                                      |                       |
| Bach no Senritsu o Yoru ni Kiita Sei Desu (『バッハの旋律を夜に聴いたせいです。』?) | 2011 | 8                       | 4                       | 23 290  | - RIAJ: Oro (digitale)                               |                       |
| Boku to Hana (僕と花?)                                                              | 2012 | 6                       | 3                       | 26 161  | - RIAJ: Oro (digitale)                               | Sakanaction           |
| Yoru no Odoriko (夜の踊り子?)                                                       | 2012 | 5                       | 2                       | 47 716  | - RIAJ: Oro (digitale)                               | Sakanaction           |
| Music (ミュージック?, Myūjikku)                                                     | 2013 | 4                       | 1                       | 55 243  | - RIAJ: Platino (digitale)                           | Sakanaction           |
| Good-Bye (グッドバイ?, Guddobai)                                                    | 2014 | 2                       | 2                       | 31 734  |                                                      | 834.194               |
| Eureka (ユリイカ?, Yurīka)                                                          | 2014 | 2                       | 4                       | 31 734  |                                                      | 834.194               |
| Hasu no Hana (蓮の花?)                                                              | 2014 | 4                       | 12                      | 27 397  |                                                      | 834.194               |
| Sayonara wa Emotion (さよならはエモーション?)                                       | 2014 | 4                       | 4                       | 27 397  |                                                      | 834.194               |
| Shin Takarajima (新宝島?)                                                           | 2015 | 9                       | 1                       | 35 227  | - RIAJ: 2xPlatino (digitale) - RIAJ: Oro (streaming) | Sakanazukan / 834.194 |
| Tabun, Kaze (多分、風。?)                                                           | 2016 | 4                       | 6                       | 32 538  | - RIAJ: Oro (digitale)                               | 834.194               |
| Wasurerarenai no (忘れられないの?)                                                  | 2019 | 7                       | 5                       | 14 778  | - RIAJ: Argento (streaming)                          | 834.194               |
| Moth (モス?)                                                                        | 2019 | 7                       | 28                      | 14 778  |                                                      | 834.194               |